# Zeesener See
Zeesener See – jezioro w Niemczech, w kraju związkowym Brandenburgia, pomiędzy Senzig i Zeesen.